# Silvia Moreno-Garcia
Silvia Moreno-Garcia, née le 25 avril 1981 en Basse-Californie au Mexique, est une romancière et nouvelliste mexicano-canadienne de fantasy, science-fiction et horreur.

## Jeunesse et éducation
Silvia Moreno-Garcia naît le 25 avril 1981 et grandit au Mexique. Ses deux parents travaillent pour des stations de radios. Elle obtient des bourses pour étudier au Endicott College (en) au Massachusetts. Elle déménage au Canada en 2004. Silvia Moreno-Garcia étudie le journalisme à Langara College (en) puis obtient son Master en Etudes des Sciences et Technologies de l'Université de la Colombie-Britannique à Vancouver. Son mémoire de master porte sur les femmes et la pensée eugénique dans le travail de H.P. Lovecraft,. Elle vit actuellement avec sa famille à Vancouver. Elle est dyslexique,.

## Carrière
Silvia Moreno-Garcia commence sa carrière en publiant dans divers magazines de fictions et livres, dont EXILE Quaterly (en). En 2011, elle est finaliste du prix Manchester Fiction (en) avec sa nouvelle The Dopplegangers. Elle remporte son premier prix littéraire la même année pour Scales as pale as moonlight. Son premier recueil de nouvelles This Strange Way of Dying (en) est publiée en septembre 2013 par Exile Editions (en). Son deuxième recueil, Love and Other Potions sort en 2014 aux éditions Innsmouth Free Press. Son premier roman, Signal to Noise (en), est publiée en 2015 par Solaris Books (en).
Elle fonde une maison d'impression indépendante dédiée à la fiction fantastique, Innsmouth Free Press. Avec Paula R. Stiles, elle co-édite les livres Historical Lovecraft (2011), Future Lovecraft (2012), Sword and Mythos (2014), et She Walks in Shadows (2015). Avec Orrin Grey, elle co-édite Fungi (2013), une collection de « fiction fongique ». Elle s'associe aussi Lavie Tidhar pour éditer un magazine en ligne nommé The Jewish Mexican Literary Review de 2016 à 2018.
Depuis octobre 2019, Silvia Moreno-Garcia écrit des critiques littéraires dans les colonnes du The Washington Post. En septembre 2020, elle est citée dans une newsletter de l'Université de Colombie Britannique comme étant coordinatrice en communication pour la faculté des sciences ,.
Elle partage ses difficultés à trouver des éditeurs pour ses romans de science-fiction, un genre moins valorisé selon elle au Canada, et en tant que minorité visible.

## Œuvres

### Romans
- (en) Signal to Noise, 2015
- (en) Certain Dark Things, 2016
- (en) The Beautiful Ones, 2017
- (en) Prime Meridian, 2017
- Les Dieux de jade et d'ombre, Bragelonne, 2024 ((en) Gods of Jade and Shadow, 2019), trad. Olivier Debernard, 312 p.  (ISBN 979-10-281-1591-3)Prix Sunburst (en) 2020
- Mexican Gothic, Bragelonne, 2021 ((en) Mexican Gothic, 2020), trad. Claude Mamier, 352 p.  (ISBN 979-10-281-1248-6)Prix Locus du meilleur roman d'horreur 2021 et prix British Fantasy du meilleur roman d'horreur 2021
- (en) Untamed Shore, 2020
- (en) Velvet Was The Night, 2021
- (en) The Return of the Sorceress, 2021
- La Fille du docteur Moreau, Bragelonne, 2023 ((en) The Daughter of Doctor Moreau, 2022), trad. Leslie Damant-Jeandel, 384 p.  (ISBN 979-10-281-1659-0)
- (en) Silver Nitrate, 2023
- (en) The Bewitching, 2025

### Recueils de nouvelles
- (en) This Strange Way of Dying, 2013
- (en) Other Lives, 2013

## Nominations et récompenses
- 2014 : nomination au prix Sunburst du meilleur roman adulte pour This Strange Way of Dying[16],[17]
- 2016 : prix World Fantasy de la meilleure anthologie pour She Walks in Shadows[18],[19],[20],[21]
- 2016 : prix Copper Cylinder catégorie adulte pour Signal to Noise[22],[23],[24]
- 2016 : nomination au prix Aurora du meilleur roman pour Signal to Noise[25],[26]
- 2016 : nomination au prix British Fantasy du meilleur roman de fantasy pour Signal to Noise[27],[28],[29],[30]
- 2016 : nomination au prix Locus du meilleur premier roman pour Signal to Noise[31],[32],[33]
- 2016 : nomination au prix Sunburst catégorie adulte pour Signal to Noise[34],[35],[36],[37]
- 2017 : nomination au prix Locus du meilleur roman d'horreur pour Certain Dark Things[38],[39],[40]
- 2019 : nomination au prix Nebula du meilleur roman pour Les Dieux de jade et d'ombre[41],[42],[43]
- 2020 : nomination au prix Aurora du meilleur roman pour Les Dieux de jade et d'ombre[44],[45],[46],[47]
- 2020 : nomination au prix Dragon du meilleur roman de fantasy pour Les Dieux de jade et d'ombre[48],[49],[50],[51]
- 2020 : prix Ignyte du meilleur roman adulte pour Les Dieux de jade et d'ombre[52],[53],[54],[55]
- 2020 : nomination au prix Locus du meilleur roman de fantasy pour Les Dieux de jade et d'ombre[56],[57],[58]
- 2020 : prix Sunburst catégorie adulte pour Les Dieux de jade et d'ombre[59],[60],[61]
- 2020 : nomination au prix Bram-Stoker du meilleur roman pour Mexican Gothic[62],[63],[64],[65]
- 2020 : nomination au prix Nebula du meilleur roman pour Mexican Gothic[66],[67],[68]
- 2020 : nomination au prix Shirley-Jackson du meilleur roman pour Mexican Gothic[69],[70]
- 2021 : prix Aurora du meilleur roman pour Mexican Gothic[71],[72],[73]
- 2021 : prix British Fantasy du meilleur roman d'horreur pour Mexican Gothic[74],[75],[76]
- 2021 : prix Locus du meilleur roman d'horreur pour Mexican Gothic[77],[78],[79]
- 2021 : nomination au prix Mythopoeic de la meilleure œuvre de littérature adulte pour Mexican Gothic[80],[81],[82]
- 2021 : nomination au prix World Fantasy du meilleur roman pour Mexican Gothic[83],[84],[85],[86]
- 2022 : nomination au prix Aurora pour The Return of the Sorceress[87],[88]
- 2022 : nomination au prix Locus du meilleur roman court pour The Return of the Sorceress[89],[90],[91]
- 2023 : nomination au prix Hugo pour La Fille du docteur Moreau[92]
- 2023 : son roman Mexican Gothic est sélectionné pour l'édition 2023 de Canada Reads (en) (débat littéraire télévisé), où il est défendu par Tasnim Geedi[93]